# David Jason Snow
David Jason Snow (Providence (Rhode Island), 8 oktober 1954) is een Amerikaans componist en hoornist.

## Levensloop
Snow studeerde vanaf 1972 aan de Eastman School of Music van de University of Rochester in Rochester (New York), waar hij zijn Bachelor of Music in 1976 behaalde. Verder studeerde hij compositie aan de Yale School of Music in New Haven onder andere bij Joseph Schwantner, Warren Benson, Samuel Adler en Jacob Druckman. Verder studeerde hij ook aan de Brandeis University in Waltham (Massachusetts). 
Als componist ontving hij talrijke prijzen en onderscheidingen, zoals de American Society of Composers, Authors and Publishers (ASCAP) Foundation Grant, in 1980 de 2e prijs bij de competitie van de National Association of Composers/USA (NACUSA), twee fellowships van de National Endowment for the Arts en twee Maryland State Arts Council grants. Zijn werken werden van bekende ensembles en orkesten uitgevoerd, onder andere van het Ensemble Intercontemporaine, het American Brass Quintet, het Harvard Wind Ensemble, het Annapolis Brass Quintet, het Eastman Percussion Ensemble en de Yale University Band.

## Composities

### Werken voor orkest
- On Clearwater Mountain, voor trompet en kamerorkest

### Werken voor harmonieorkest
- 1983 Sinfonia Concertante, voor hoorn, piano en drie slagwerkers en harmonieorkest
- 1988 A Baker's tale, voor harmonieorkest
- Guernica, voor twee koperkwintetten en harmonieorkest
- Larry, the Stooge in the Middle

### Kamermuziek
- 1980 A Baker's tale or The parable of the croissants, voor klarinet in Bb, fagot, trompet in Bb, piano en viool
- 1981 Dance Movements, voor koperkwintet
- Hasana Tanz, voor klarinettrio
- I Gaze Upon Crystal Effusions, voor hoorn en piano

### Werken voor piano
- 1999 Winter
- Concertino Marcel Duchamp

### Werken voor slagwerk
- Jakarta, voor slagwerk-ensemble
- Sheynem Denk Dir Jm Pupik, voor slagwerk-ensemble

### Elektronische muziek
- 1993 Wittgenstein Revisited, voor MIDI-systeem
- A Night in Jakarta, voor elektrische viool en geluidsopname

## Publicaties
- Elliott Schwartz: American Brass Quintet: Works by William Bolcom, Jacob Druckman, Ralph Shapey, Maurice Wright, in: American Music, Vol. 16, No. 2 (Summer, 1998), pp. 246-249